# Inhibició de la telomerasa
Els inhibidors de la telomerasa són compostos químics, ribonucleics o proteics, que actuen evitant que la telomerasa, l'enzim que s'ocupa de regenerar els telòmers després de cada divisió cel·lular, dugui a terme la seva funció biològica.
Aquests inhibidors tenen una especial importància en processos neoplàsics i d'envelliment cel·lular.

## Antecedents i concepte
El telòmer forma una estructura que proporciona estabilitat i protecció al cromosoma davant de ser degradat. La característica principal dels telòmers és que no es poden replicar durant la divisió cel·lular, ja que les replicases necessiten un primer per poder actuar. A conseqüència d'això, a mesura que la cèl·lula es divideix, els telòmers es van fent més i més petits. Per controlar aquest escurçament les cèl·lules sintetitzen una biomolècula que s'anomena telomerasa, una transcriptasa inversa que conté una seqüència d'ARN que actua com a plantilla a l'hora de regenerar els telòmers. La funció d'aquest enzim consisteix a afegir seqüències curtes repetitives a l'ADN en direcció 5'→3' (en el cas dels vertebrats aquesta seqüència és TTAGGG). Tanmateix, l'activitat de la telomerasa es redueix a situacions puntuals en la vida d'un organisme i normalment resta inactiva a causa dels inhibidors enzimàtics de què disposa l'individu.

## Mètodes de detecció de la telomerasa
La recerca d'inhibidors de la telomerasa s'ha pogut dur a terme mitjançant l'ús de certes proves enzimàtiques que permeten mesurar l'activitat de la telomerasa a les cèl·lules de l'organisme.
En un inici, les tècniques que es realitzaven necessitaven una gran nombre de cèl·lules o teixits per poder determinar la presència o absència de l'enzim en qüestió. A mesura que han anat passant els anys, amb les millores que hi ha hagut en el camp de la tecnologia, s'han desenvolupat i potenciat noves tècniques que són més eficaces i fiables per a l'aplicació a nivell clínic.
Dos dels procediments que tenen major ressò són: 
- TRAP (Telomerase Repeat Amplification Control)[2][3]
- RT-PCR (Polimerase Chain Reaction):[2][3] són anàlisis quantitatives a temps real basats en el fet que la PCR genera milions de còpies a partir d'una sola seqüència particular d'ADN. Actualment, aquesta tècnica és una de les més fiables que podem trobar.

## Tipus d'inhibidors

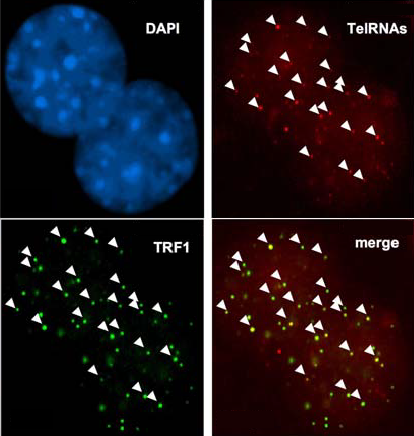
A la imatge es poden apreciar quatre exemples d'inhibidors de la telomerasa detectats amb mecanismes de microscopia de fluorescència

Es coneixen diferents tipus d'inhibidors de la telomerasa.
- Un exemple és el PinX1,[4] capaç d'inhibir la telomerasa en mamífers.
- Un altre exemple d'inhibidor de la telomerasa és el TelRNA,[2][5] l'inhibidor més potent de la telomerasa que es coneix fins al moment. El TelRNA és una seqüència ribonucleica generada a partir dels telòmers que serveix per regular-los en processos de càncer i envelliment cel·lular.

En un estudi publicat a Nature Cell Biology, Blasco y Schoeftner descriuen que quan els telòmers són transcrits per la RNA polimerasa II es produeixen RNAs (TelRNAs) en abundància que romanen units a la cromatina constituint un important paper estructural.
Els TelRNAs estan finament regulats per la cèl·lula, de tal manera que importants processos com el desenvolupament, la diferenciació cel·lular, l'estrès i l'estructura de la cromatina afecten la producció d'aquests RNAs telomèrics. Els autors proposen que els TelRNAs podrien constituir una important resposta davant l'estrès cel·lular ja que, en aquestes condicions, augmentarien la seva producció.
Aquests descobriments estableixen una nova connexió entre l'estrès i l'estructura dels telòmers, oferint una explicació a treballs anteriors que suggerien que l'estrès accelerava la pèrdua dels telòmers (l'alta producció de TelRNAs inhibeix la telomerasa i els telòmers s'escurcen).
S'ha vist que en la major part de tumors humans la síntesi de TelRNAs disminueix, per tant, la telomerasa pot tornar a actuar amb normalitat i facilita el creixement tumoral.
A més a més, durant l'embriogènesi la producció de TelRNAs també es veu minvada. Això facilita el manteniment dels telòmers per part de la telomerasa en un moment molt important pel desenvolupament de l'organisme. Com a contraposició, els TelRNAs augmenten molt en l'organisme adult, fet que comporta un escurçament dels telòmers el qual va associat a l'envelliment.
Així doncs, els TelRNAs impedeixen que la telomerasa allargui o mantingui la dimensió dels telòmers.
- Un tercer exemple és el Terf1[2][6] (factor d'unió a repeticions telomèriques 1), o Telomeric repeat binding factor (NIMA-interacting) 1, un gen humà que codifica una proteïna específica dels telòmers, un component de les nucleoproteïnes telomèriques. Aquesta proteïna està present en els telòmers al llarg del cicle cel·lular, com a inhibidor de la telomerasa, actuant en cis per limitar l'elongació de la regió final del cromosoma. Si s'analitza l'estructura d'aquesta proteïna veiem que conté un motiu Myb a la posició C-terminal i un domini de dimerització proper al seu extrem N-terminal, en el qual trobem cadenes laterals d'aminoàcids de tipus acídic.
- DAPI: és una molècula fluorescent que s'uneix fortament a seqüències riques en adenina i timina, evitant així que la telomerasa dugui a terme la seva funció.

## Envelliment
En circumstàncies normals, sense la presència de telomerasa, si una cèl·lula es divideix de manera recurrent, en algun moment tots els seus descendents assoliran el seu límit de Hayflick, un punt en què deixaran de tenir la capacitat de realitzar la mitosi i reproduir-se. El teixit somàtic, que normalment no té una activitat telomèrica a causa dels inhibidors, pateix un escurçament dels telòmers, i la longitud dels telòmers sovint va associada al seu historial replicatiu. Així doncs, els telòmers van perdent informació i els teixits van envellint. D'altra banda, quan l'individu es troba en l'etapa de creixement, especialment durant el desenvolupament embrionari, no hi ha inhibidors que impedeixin que la telomerasa tingui una gran activitat, ja que es necessita que la cèl·lula es divideixi en quantitat. Així, veiem que hi ha una relació imminent entre creixement cel·lular, telomerasa i els consegüents inhibidors.

## Càncer
La telomerasa té un paper determinant en molts tipus de càncer i tumors. Sembla que la telomerasa és sobre expressada en cèl·lules canceroses (immortals), mentre que en la majoria de les cèl·lules mortals té una expressió molt limitada. D'aquesta manera les cèl·lules tumorals no pateixen l'escurçament dels telòmers, que és inevitable en les cèl·lules normals. Aquest fet es tradueix en un creixement indefinit d'aquestes cèl·lules, que evoluciona de manera descontrolada comportant una proliferació del teixit en qüestió. Per aquest motiu, la inhibició de la telomerasa pot ser un mecanisme efectiu per combatre els càncers. La remortalització de les cèl·lules suposaria reiniciar l'escurçament dels telòmers, per la qual cosa les cèl·lules entrarien en crisi cel·lular quan els telòmers s'haguessin reduït una certa mesura al cap de poques divisions. Els inhibidors funcionen com a agents antitumorals amb un alt nivell d'especificitat. Un altre focus d'actuació podria ser el fet que l'estructura de la telomerasa és diferent a les cèl·lules tumorals respecte a les cèl·lules normals.